# Богемия на летних Олимпийских играх 1912
Чешские спортсмены из Австро-Венгрии участвовали на летних Олимпийских играх 1912 под флагом Богемии. В Играх приняли участие 44 спортсмена, которые выступали в 7 видах спорта. Ещё один участник (Отакар Шпаниель) выступал в конкурсе искусств. Сборная Богемии выступала на своих третьих Олимпийских играх, без учёта внеочередных Игр 1906 года, и впервые не завоевала ни одной олимпийской медали. Эти Игры стали последними, когда спортсмены выступали на Олимпийских играх под флагом Богемии.

## Состав сборной
Академическая гребля
1. Иван Швайзер[a]
2. Ян Шоурек

 Борьба
Греко-римская борьба
1. Ян Балей
2. Йозеф Беранек
3. Карел Галик
4. Франтишек Копршива

 Велоспорт
1. Ян Вокоун
2. Богумил Кубрыхт
3. Франтишек Кундерт
4. Богумил Рамеш
5. Вацлав Тинтера

 Лёгкая атлетика
1. Бедржих Выгода
2. Богумил Гонзатко
3. Ладислав Йиранек-Страна
4. Йиндржих Йирсак
5. Вацлав Лабик-Греган
6. Зденек Местецкий
7. Владимир Пенц
8. Рудольф Рихтер
9. Франтишек Славик
10. Мирослав Шустера
11. Франтишек Янда-Сук

 Спортивная гимнастика
1. Богумил Гонзатко

 Теннис
1. Богуслав Гыкш
2. Ладислав Жемла
3. Яромир Земан
4. Иржи Кодль
5. Карел Робетин
6. Ярослав Хайнц
7. Йосеф Шебек
8. Ярослав Юст

 Фехтование
1. Зденек Барта
2. Зденек Вавра
3. Вилем Гоппольд младший
4. Вилем Гоппольд старший
5. Карел Гоппольд
6. Милош Клика
7. Франтишек Кржиж
8. Йосеф Пфейффер
9. Бедржих Схейбал
10. Вилем Тврзский
11. Йосеф Чипера
12. Отакар Шворчик
13. Йосеф Явурек

## Результаты соревнований

### Академическая гребля
Олимпийские соревнования по академической гребле проходили с 17 по 19 июля в центре Стокгольма в заливе Юргоргдсбруннсвикен. В каждом заезде стартовали две лодки. Победитель заезда проходил в следующий раунд, а проигравшие завершали борьбу за медали. Экипажи, уступавшие в полуфинале, становились обладателями бронзовых наград.
Мужчины
| Соревнование | Спортсмены   | Первый раунд               | Четвертьфинал        | Полуфинал            | Финал                | Место                |
| Соревнование | Спортсмены   | Соперник / Результат       | Соперник / Результат | Соперник / Результат | Соперник / Результат | Место                |
| ------------ | ------------ | -------------------------- | -------------------- | -------------------- | -------------------- | -------------------- |
| одиночки     | Ян Шоурек    | DENМ. Симонсен П DNF       | завершил выступление | завершил выступление | завершил выступление | завершил выступление |
| одиночки     | Иван Швайзер | HUNЙ. Месарош П неизвестно | завершил выступление | завершил выступление | завершил выступление | завершил выступление |

## Комментарии
1. ↑  Согласно официальному олимпийскому отчёту и сайту Международного олимпийского комитета Иван Швайзер выступал на Играх 1912 года[1], однако некоторые источники не включают его в список участников[2]